# Sayyid Ahmad I
Sayyid Ahmad I fou kan de l'Horda d'Or, germà i possible successor de Derwish Khan el 1419.
A la mort (en combat?) de Derwish Khan el va succeir Sayyid Ahmad I. Abdul Ghassar i Khuandemir el situen al tron prèviament, però en general se'l situa al darrere de Derwish. Els dos historiadors diuen que era un noi, potser un infant, i que no tenia experiència en governar, i fou expulsat del tron als quaranta-cinc dies de regnat. Cal suposar que fou expulsat per Ulugh Muhammad Khan de Kazan que defensava els drets de la família de Toktamix, que hauria restablert al tron a Kibak Khan, fill de Toktamix. Sayyid Ahmad potser va restar algun temps al front de l'horda Blava de la que també fou expulsat.
Suidrigal de Lituània i Basili II de Moscou van donar suport com a kan a Dewletberdi, que dominava part de Crimea (1431-1432) i a la seva mort al seu fill Axmat (1432-1433) que fou derrotat; en aquest temps Sayyid Ahmad I es va establir entre el Dnieper i el Don (i per algun temps a parts de Crimea) seguit per una part considerable de les tribus nogais que fou probablement llavors quan es van establir a Europa. Els russos els van anomenar "Els Veloços" i els turcs "Tartari badreftar" (tàrtars que corren com el vent). Després del 1433 Moscou i Lituània van aportar el seu suport a Sayyid Ahmad I. El 1434 Basili II enviava el seu tribut a l'Horda i el repartia entre Kutjuk Muhammad i Sayyid Ahmed I, però aparentment el poder a Nova Sarai el tenia encara Ulugh Muhammad i Kutjuk Muhammad estava establert als territoris a l'est del Don fins al Volga Inferior.
El 1438 l'Horda de Sayyid Ahmad va atacar Podòlia i en la lluita va morir el valent Miquel Busa. El 1445 grups tàtars de l'Horda de Sayyid Ahmad van entrar a Polònia i van arribar fins a Lviv.
Després del 1447 sembla que el gran principat va retardar o va deixar de pagar el tribut. El 1449 el gran principat fou envaït pels tàtars de l'Horda d'Or que podrien ser de Sayyid Ahmad, que van atacar la rodalia de Pokhra i Bitiugue, i es van emportar a l'esposa del príncep Basili Obolenski, entre altres malifetes, però foren derrotats per Kassim, fill d'Ulugh Muhammad, aliat del gran príncep i fundador del Kanat de Kassímov. Altres tàtars van saquejar Eletz i van arribar fins a la rodalia de Moscou. El 1450 els tàtars dirigits per Malberdei Ulan, van atacar altre cop el gran principat; el gran príncep era llavors a Kolomna i va enviar contra els atacants al seu fidel aliat Kassim, que els va derrotar al riu Batiutza, matant-ne un dels caps, de nom Romodan. Els tàtars van continuar cap a Podòlia, saquejant les fronteres de Gorodek i Belz, i van estar a punt de capturar a Vladislau de Madov, príncep de Belz, que per sort seva estava absent en una cacera; el tàtars van retornar a les seves bases amb un gran botí.
El 1451 es va produir una invasió a més gran escala dirigida per Masoftha, el fill de Sayyid Ahmad, amb l'objectiu declarat de forçar el pagament de tribut. El príncep de Zwenigorod vigilava els passos de l'Oka però va abandonar el lloc i els tàtars van passar. El gran príncep va fugir cap al Volga deixant Moscou a càrrec de la seva mare Sofia, el seu fill Yuri, els boiars i el metropolità Jonàs. Els tàtars van arribar a Moscou el 2 de juliol de 1451 i van cremar els suburbis, però foren derrotats pels russos en una sortida el que va produir el pànic entre els atacants que a la nit es van retirar abandonar part del seu bagatge
El 1453 els tàtars de Sayyid Ahmed van fer una ràtzia a Podòlia i van capturar la fortalesa de Rosov capturant al noble Stogney Rey de la família Oksha, amb la seva dona i el fill, el landgravi Mrozko i altres. Casimir IV Jagelló va reunir un exèrcit per castigar aquesta invasió però mentre els seus nobles es reunien a Siradien el tàtars van fer un nou atac que va arribar fins al districte de Lemberg, atac que es va repetir cinc vegades posteriorment segons semble incitats pels nobles lituans que no volien una posició subordinada als polonesos i havien enviat a Radzivil Hostikovitx com el seu enviat amb regals a Sayyid Ahmad; els polonesos van tenir un aliat en Hacı I Giray, kan de Crimea, que havia marxat amb la seva gent i havia derrotat els nogais de Sayyid Ahmad, però això fou temporal i des de 1453 els tàtars no van parar de fer atacs a les planes poloneses; un dels exèrcits tàtars va avançar per Lichtmess, Lusy i Olyeshko, i es va emportar 9.000 joves (nois i noies) com a presoners; un altre grup va operar dividit en dues seccions una de les quals fou derrotada per Yorio Lasez, Johannes Niemiecz, i Maczieiek l'1 d'abril de 1453 entre Ostrog i Zinkowiecz, a la riba del Skucz, i es van haver de rendir i entregar el botí; l'altra secció fou també derrotada per les milícies de la població de Breczlav.
El 1455 Sayyid Ahmad fou atacat altre cop per Hacı I Giray i derrotat decisivament; Sayyid Ahmad va fugir amb els seus nou fills i altres prínceps cap a Kíev. El palatí i capità de Lemberg, Andreu Odiowasz, va marxar contra ell a petició de Casimir IV Jagelló i el va fer presoner però el poble de Kíev va atacar al grup i va matar als tàtars que van caure a les seves mans. Sayyid Ahmad es va salvar i va ser enviat a Kovno on va morir miserablement poc després. El mateix any que fou fet presoner la seva horda va travessar l'Oka i va derrotar el príncep Simon Babitx, però foren rebutjats per un exèrcit rus manat per Teodor Basenok Vasilivitx, voivoda de Moscou.
La seva horda va continuar existint encara que els seus caps (fill o altres parents) ja no van portar el títol de kans. El setembre de 1457 els tàtars van entrar altre cop a Podòlia. Barthokmueus Buczacski, que ja havia lluitat altres vegades amb èxit contra els tàrtars, era a Politicz amb Johannes Lasci, el subcamarlenc de Podòlia, quan van saber l'atac tàtar; van sorprendre algunes posicions dels atacants i van optar per un atac contra el cos principal però foren derrotats i els tàtars van retornar a les bases amb el botí.
El 1459 els tàtars de Sayyid Ahmad van creuar altra vegada l'Oka i van avançar fins a Kolomna però foren rebutjats per Ivan III el Gran, el fill de Basili II de Moscou. El metropolità Ivan va erigir una església per commemorar la victòria.